# Pancéřníček skvrnitý
Pancéřníček skvrnitý (Corydoras paleatus) je druh sladkovodní ryby patřící do rodu Corydoras.

## Vzhled
Patří mezi menší z rodu Corydoras. Po stranách má malé černé skvrny, které se občas spojují v pruhy. V tomto místě se občas ukazuje i kovový lesk. Dorůstají do velikosti 4 cm, ale někteří jedinci, zejména chovaní ve větších akváriích, dorůstají i 6 cm. Samci jsou obvykle menší než samičky a mají špičatější hřbetní ploutev.

## Chov a rozmnožování
Pancéřníčci skvrnití jsou jako další druhy z rodu Corydoras společenskými rybami a proto je dobré chovat je v hejnu čtyř a více kusů. Čistí akvarijní dno od nečistot, čímž se považují za užitečné akvarijní ryby.
Pancéřničci skvrnití byli poprvé chovateli rozmnoženi roku 1878 v Paříži. Jikry kladou na širokolisté rostliny. Za další dva nebo tři dny se malé plůdky rozplavou. Pro tento druh ryb je vhodné akvárium s úkryty a velkými rostlinami.